# Rafael Castillo Huapaya
Rafael Castillo Huapaya (Lima, 2 de septiembre de 1927-Lima, 15 de abril de 2015) fue un futbolista y entrenador peruano. Pasó por las Divisiones menores del Club Alianza Lima, donde su padre era formador de talentos. Tras su temprano retiro como jugador por una lesión en la rodilla, pasó a ayudar a su padre en su labor en el club, comenzando su vínculo a mediados de la década de 1940. Estuvo ligado al club durante décadas, teniendo una labor notable al promover talentos del tamaño de Teófilo Cubillas, César Cueto, José Velásquez, Pedro Pablo León, Juan Jayo, Luis Escobar, Luis "Babalú" Martínez, Jaime Duarte, Víctor Zegarra, Jefferson Farfán, Paolo Guerrero, entre otros tantos futbolistas que terminaron siendo claves tanto en el club como en la selección peruana.
Según un diario de la época, el "Cholo", que había sido formado como entrenador en el INEF, fue presentado como entrenador en una práctica del primer equipo el viernes 25 de agosto de 1967 por Alfonso de Souza Ferreyra, quien era el presidente del club en ese momento. Esto tras la inminente salida de Ladislao Pakozdi quien, descontento por la gran cantidad de bajas del equipo, decidió regresar a entrenar a Chile. Ya tenía experiencia en el primer equipo, pero no como entrenador sino como asistente técnico de Jaime de Almeyda. Para el momento en que se hizo cargo del primer equipo, venía encargándose de las divisiones menores tras relevar a su señor padre Rafael Castillo Ortega. Tras la contratación del brasileño Marinho, no fue sino hasta 1973 que volvió a dirigir al equipo aliancista tras la salida de Segundo Capristán del interinato. Su debut de aquel año se dio el 8 de septiembre de, en un empate 2-2 ante Unión Tumán en el estadio Nacional. Tras dirigir toda la temporada de 1974, consiguiendo el cuarto lugar en la tabla de posiciones, no volvió a dirigir hasta la temporada 1988, haciéndose por un corto lapso cargo del primer equipo. Su última ocasión en el banquillo mayor fue, como todas sus experiencias en el primer equipo exceptuando la temporada de 1974, en el año 1991, cuando ya su hijo Rafael Castillo Lazón se hizo cargo de formar y acompañar a la generación de futbolistas íntimos de 1993, los llamados «nuevos potrillos» del club. 
Si bien fue entrenador del primer equipo, su labor más importante se dio en la cantera del club, donde no solamente tenía un ojo clínico para detectar talentos, sino también la vocación de formador integral, ya que gracias a una iniciativa el club llegó a educar a sus jugadores en alianza con el colegio Los Reyes Rojos de Barranco cuando asumió la dirección técnica tras la tragedia aérea del club. 

## Clubes

### Jugador
| Club         | País | Años        |
| ------------ | ---- | ----------- |
| Alianza Lima | Perú | 1944 - 1956 |

### Entrenador
| Club         | País | Años        |
| ------------ | ---- | ----------- |
| Alianza Lima | Perú | 1973 - 1974 |
| Alianza Lima | Perú | 1988        |
| Alianza Lima | Perú | 1991        |